# Vesthimmerlands Kommune
Vesthimmerlands Kommune ist eine dänische Kommune in der Region Nordjylland, Sitz der Verwaltung ist Aars. Vesthimmerland besitzt eine Gesamtbevölkerung von 36.431 Einwohnern (Stand 1. Januar 2023) und eine Fläche von 769,80 km².
Sie entstand im Zuge der Kommunalreform am 1. Januar 2007: Die himmerländischen Kommune Aalestrup im Viborg Amt (mit Ausnahme des Hvilsom Skoledistrikt (dt.: „Schulbezirk“), welcher der Mariagerfjord Kommune zugeschlagen wurde) und die benachbarten Kommunen Farsø, Løgstør und Aars im Nordjyllands Amt wurden zusammengelegt.

## Kirchspielsgemeinden und Ortschaften in der Kommune
Auf dem Gemeindegebiet liegen die folgenden Kirchspielsgemeinden (dän.: Sogn) und Ortschaften mit über 200 Einwohnern  (byområder (dt.: „Stadtgebiete“) nach Definition der Statistikbehörde); Einwohnerzahl am 1. Januar 2023, bei einer eingetragenen Einwohnerzahl von Null hatte der Ort in der Vergangenheit mehr als 200 Einwohner:
| Sogn               | Einwohner | Ortschaft         | Einwohner   |
| ------------------ | --------- | ----------------- | ----------- |
| Aggersborg Sogn    | 389       | Aggersund         | 293         |
| Alstrup Sogn       | 157       |                   |             |
| Blære Sogn         | 450       |                   |             |
| Farsø Sogn         | 4.109     | Fandrup (a) Farsø | < 200 3.407 |
| Fjelsø Sogn        | 462       | Fjelsø (a)        | 207         |
| Flejsborg Sogn     | 310       |                   |             |
| Fovlum Sogn        | 375       |                   |             |
| Gedsted Sogn       | 1.030     | Gedsted           | 857         |
| Gislum Sogn        | 329       |                   |             |
| Giver Sogn         | 196       |                   |             |
| Gundersted Sogn    | 305       |                   |             |
| Havbro Sogn        | 631       | Havbro            | 377         |
| Hvam Sogn          | 538       |                   |             |
| Hyllebjerg Sogn    | 140       |                   |             |
| Kornum Sogn        | 296       |                   |             |
| Louns Sogn         | 767       | Hvalpsund         | 626         |
| Løgsted Sogn       | 676       |                   |             |
| Løgstør Sogn       | 3.453     | Løgstør           | 3.972       |
| Malle Sogn         | 152       |                   |             |
| Næsborg Sogn       | 289       |                   |             |
| Oudrup Sogn        | 185       |                   |             |
| Overlade Sogn      | 976       | Overlade          | 427         |
| Ranum Sogn         | 1.241     | Ranum             | 970         |
| Salling Sogn       | 376       |                   |             |
| Simested Sogn      | 735       | Simested          | 231         |
| Skivum Sogn        | 591       | Vegger            | 304         |
| Strandby Sogn      | 734       | Strandby          | 261         |
| Svingelbjerg Sogn  | 182       |                   |             |
| Testrup Sogn       | 187       |                   |             |
| Ullits Sogn        | 243       | Ullits            | 265         |
| Ulstrup Sogn       | 1.512     | Hornum            | 957         |
| Vester Hornum Sogn | 656       | Vester Hornum     | 506         |
| Vesterbølle Sogn   | 351       |                   |             |
| Vilsted Sogn       | 361       | Vilsted           | 211         |
| Vindblæs Sogn      | 399       | Vindblæs          | 204         |
| Vognsild Sogn      | 854       | Vognsild Østrup   | 238 253     |
| Østerbølle Sogn    | 256       |                   |             |
| Aalestrup Sogn     | 2.896     | Aalestrup         | 2.794       |
| Aars Sogn          | 9.216     | Aars              | 8.657       |

## Partnerstädte
Die Vesthimmerland  Kommune unterhält folgende Städtepartnerschaften:
- Schweden: Skellefteå
- Finnland: Lapinlahti
- Norwegen: Mo i Rana
- Lettland: Sigulda